# Zgrzewanie tarciowe
Zgrzewanie tarciowe - nazwa metod zgrzewania wykorzystująca tarcie elementów o siebie w celu wytworzenia nierozłącznego połączenia. Procesy te opisane są w normie PN-EN ISO 15620:2019-07.
Mogą być to m.in. metody:
- zgrzewanie tarciowe z przemieszaniem (FSW, z ang. friction stir welding)
- zgrzewanie tarciowe doczołowe obrotowe (RFW, z ang. rotary friction welding)
- liniowe zgrzewanie tarciowe (LFW, z ang. linear friction welding)[2]